# Delães
Delães ist eine Gemeinde im Norden Portugals.
Delães gehört zum Kreis Vila Nova de Famalicão im Distrikt Braga, besitzt eine Fläche von 2,5 km² und hat 3980 Einwohner (Stand 19. April 2021).